# Szczęśliwa Siódemka
Szczęśliwa Siódemka – seria wydawnicza KAW adresowana do dzieci i młodzieży od 10 roku życia, wydawana od 1975 r. w latach 70. i 80. XX wieku. Nakłady poszczególnych pozycji wynosiły od 50 do 90 tys.
Seria była wielotematyczna, zawierająca zarówno utwory literatury pięknej, jak i niebeletrystyczne. Tematykę tomu sygnalizował jeden z czterech kolorów: kolorem czerwonym oznaczano beletrystykę, zielonym – pozycje popularnonaukowe, niebieskim – literaturę faktu, brązowym – tomiki o sztuce. Każda książka składała się z 7 utworów (krótkich form literackich, rozdziałów, fragmentów), związanych z tematyką tomu. 
Tomiki miały format 16 cm. Okładki, opatrzone stałym logo – stylizowaną cyfrą „7”, miały dwie szaty graficzne. Autorami chronologicznie pierwszej byli Jakub Kubasiewicz i Andrzej Olejniczak. Autorem projektu drugiej serii był Stanisław Porada. 

## Tomy w pierwotnej szacie graficznej
1. Ach, ci artyści (ss. 164, 1984)
2. Ludwik Biegański, Ziemia planeta odkryta? (ss. 192, 1978)
3. V. P. Borovička, Śmierć na zamówienie (ss. 198, 1982)
4. Jerzy Chociłowski, Siedem spotkań z Azją (ss. 132, 1978)
5. Czy to pies, czy to bies? Opowiadania o psach (ss. 132, 1976)
6. Duchy, zjawy, upiory (ss. 192, 1979)
7. Kazimierz Dziewanowski, Biblia i karabin (ss. 194, 1979)
8. Kazimierz Dziewanowski, Siedem miejsc osobliwych (ss. 152, 1975)
9. Władysław Fiałkowski, Siedmiu architektów XX wieku (s. 188, 1981)
10. Jerzy Gajdziński, Wiślana siódemka (ss. 186, 1983)
11. Wiesław Górnicki, Od fiordu do atolu (ss. 188, 1977)
12. Groźna planeta. Opowiadania fantastycznonaukowe, wybór i tłumaczenie Tadeusz Gosk (ss. 204, 1980)
13. Joanna Guze, Siedem budowli Europy (ss. 156, 1977)
14. Elżbieta Hartwig, Bale, westchnienia, romanse (ss. 156, 1979)
15. Juliusz Jerzy Herlinger, Człowiek w walce z żywiołem (ss. 160, 1978)
16. Wiesław Iwanicki, Na wschód od Uralu (ss. 196, 1980)
17. Zbigniew Jethon, Krystyna Nowicka, Rozdroża nauki (ss. 130, 1976)
18. Jakub Kopeć, Wielka przeprowadzka (ss. 152, 1977)
19. Alina Kowalczykowa, Siedmiu bohaterów romantycznych (ss. 172, 1981)
20. Hanna Krall, Dojrzałość dostępna dla wszystkich (ss. 128, 1977)
21. Jerzy Łojek, Siedem tajemnic Stanisława Augusta (ss. 142, 1982)
22. Marcin Łyskanowski, Siedem zwycięstw medycyny (ss. 156, 1979)
23. Walery Masewicz, Siedem spotkań z prawem (ss. 188, 1984)
24. Nie z tej ziemi. Opowiadania z dreszczykiem, wybór Barbara Olszańska (ss. 152, 1975)
25. Lech Niekrasz, Życie w skali Beauforta (ss. 127, 1976)
26. Nieszczęśliwa narzeczona (1978)
27. Krystyna Nowicka, Życie jak powieść (ss. 192, 1982)
28. Barbara Olszańska Siedmiu detektywów (ss. 210, 1977)
29. Andrzej Osęka, Siedem dróg sztuki współczesnej (ss. 184, 1985)
30. Andrzej Osęka, Siedmiu słynnych malarzy (ss. 238, 1978)
31. Andrzej Paczkowski, Siedem wielkich gór (ss. 164, 1981)
32. Jerzy Piechowski, Dumni i niezawiśli (ss. 172, 1977)
33. Piraci, skarby, korsarze (ss. 210, 1976)
34. Marek Płużański, Siedem źródeł energii (ss. 183, 1977)
35. Przyjaźnie duże i małe, wybór Florian Nieuważny (ss. 170, 1976)
36. Tadeusz Robak, Rozmowy po kinie (ss. 176, 1980)
37. Marek Ruszczyc, Awanturnicy i szarlatani (ss. 210, 1979)
38. Marek Ruszczyc, Romanse sprzed lat (ss. 146, 1977)
39. Jacek Sępoliński, Siedem czarodziejskich miast (ss. 164, 1980)
40. Siedem diabelskich wynalazków (ss. 143, 1977)
41. Siedem opowieści tatrzańskich, wyb. Maria Błaszczyk, (ss. 152, 1976)
42. Siedem sensacji w nauce (ss. 160, 1976)
43. Siedmiu fantastycznych wybór Lech Jęczmyk (ss. 175, 1975)
44. Siedmiu mistrzów niespodzianki (ss. 208, 1977)
45. Siedmiu z poczuciem humoru. Opowiadania z uśmiechem (ss. 198, 1976)
46. Siedmiu zwycięzców. Opowiadania o sporcie, wyb. Barbara Chrząstowska (ss. 132, 1976)
47. Adam Sikora, Filozofowie XVII wieku (ss. 152, 1978)
48. Adam Sikora, Siedmiu greckich filozofów (ss. 148, 1976)
49. Szczęśliwe narzeczone (ss. 181, 1978)
50. Krzysztof Teodor Toeplitz, Sensacje filmowe (ss. 154, 1979)
51. Janusz Trybusiewicz, Twarze ludzkiej kultury (ss. 220, 1979)
52. Janusz Trybusiewicz, W poszukiwaniu państwa słońca (ss. 190, 1977)
53. Wernichowska, Bogna, Kozłowski, Maciej, Droższe niż klejnoty, (ss. 160, 1983)
54. Zielono w głowie (s. 110, 1976)
55. Z krainy łowów do rezerwatu (ss. 204, 1976)

## Tomy w nowej szacie graficznej
1. Joanna Krumholz, Mezalianse... Mezalianse... (ss. 235, 1987)
2. Opowieści śląskie, wybór Jacek Kajtoch (ss. 252, 1985)
3. Andrzej Osęka, Siedem dróg sztuki współczesnej, (ss. 180, 1985)
4. Siedem opowiadań o Mickiewiczu, wybór Jacek Kajtoch (ss. 144, 1982)
5. Janusz Trybusiewicz, Twarze ludzkiej kultury (ss. 204, 1986)
6. Monika Warneńska Skarby z dalekich podróży (ss. 192, 1986)
7. Zbliżenia warszawskie, wybór M. Iżykowska (ss. 270, 1988)
8. Krystyna Nowicka, Życie jak powieść (wyd. II) (ss.175, 1988)